# Reforma (Średnie Małe)
Reforma – część wsi Średnie Małe w Polsce, położona w województwie lubelskim, w powiecie zamojskim, w gminie Nielisz.
W latach 1975–1998 Reforma należała administracyjnie do województwa zamojskiego.
Wierni Kościoła rzymskokatolickiego należą do parafii św. Jana Chrzciciela w Stawie Noakowskim.